# Kaliforniensnårsparv
Kaliforniensnårsparv (Melozone crissalis) är en fågel i familjen amerikanska sparvar inom ordningen tättingar.

## Utseende och läten
Kaliforniensnårsparv är en stor (21–24 cm) och långstjärtad amerikansk sparv. Fjäderdräkten är liksom den hos kanjonsnårsparven brun med mörkare stjärt och rostfärgad undergump. Denna art är dock mörkare brun med kanelbruna teckningar i ansiktet, men endast svag streckning på strupe och bröst. Kanjonsnårsparven är ljusare med rödaktig hjässa, ett halsband med mörka streck och ljusare buk. Den har vidare ljusare tygel och ljus ögonring, vilket kaliforniensnårsparv saknar. Arten är även lik arizonasnårsparven, men denna är mer skärbeige i dräkten och har ett mycket tydligt svartaktigt ansikte som kontrasterar med ljus näbb.

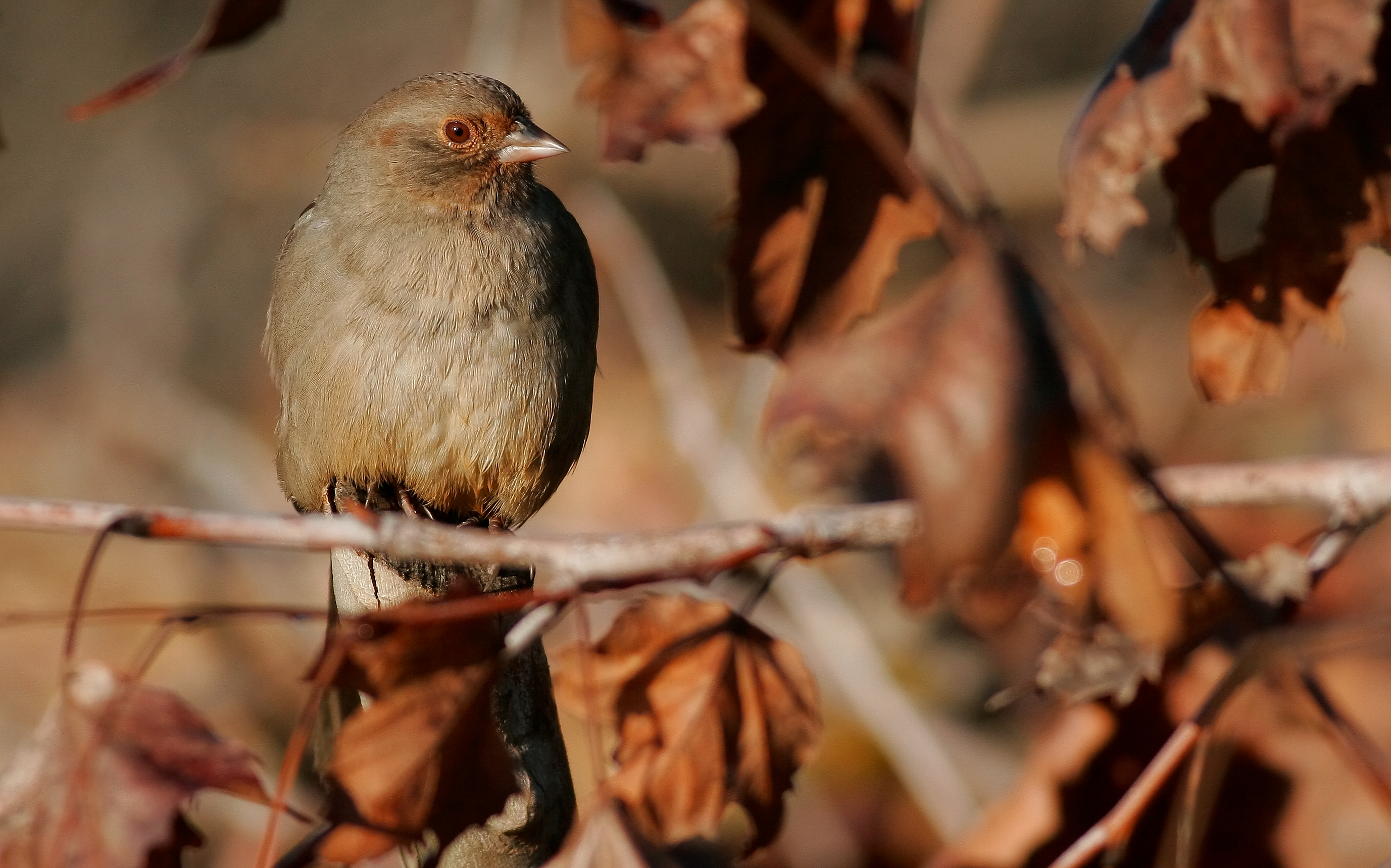

Sången består av accelererande stammande serie med ljusa "teek", ibland med mörkare toner på slutet. Även ljusa och hårda "teek" samt ljusa och sträva "zeeee" hörs.

## Utbredning och systematik
Kaliforniensnårsparv delas upp i åtta underarter med följande utbredning:
- Melozone crissalis bullata – förekommer i sydvästra Oregon och längst upp i nordcentrala Kalifornien
- Melozone crissalis carolae – förekommer i inlandet i Kalifornien (från Humboldt County till Kern County)
- Melozone crissalis petulans – förekommer i kustnära norra Kalifornien (från Humboldt County till Santa Cruz County)
- Melozone crissalis crissalis – förekommer i kustnära centrala Kalifornien (från norra Monterey till Kern County och Ventura County
- Melozone crissalis eremophila – förekommer i östcentrala Kalifornien (Argusbergen och nordvästra San Bernardino County)
- Melozone crissalis senicula – förekommer i kustnära södra Kalifornien (Los Angeles County) och nordvästra Baja California
- Melozone crissalis aripolia – förekommer i centrala Baja California (från 29° N till 26°30' N)
- Melozone crissalis albigula – förekommer i kapdistriktet i södra Baja California

Underarterna bullata, carolae och eremophila inkluderas ofta i nominatformen.
Kaliforniensnårsparv och kanjonsnårsparv (M. fuscus) behandlades tidigare som en och samma art. Den är dock närmare släkt med arizonasnårsparven.

### Släktestillhörighet
Arten placerades tidigare i släktet Pipilo, men DNA-studier visar att den står närmare rostnackad snårsparv (Melozone kieneri) och förs numera därför till Melozone, alternativt att dessa två (tillsammans med några andra före detta Pipilo-arter) lyfts ut till det egna släktet Kieneria.

## Levnadssätt
Kaliforniensnårsparv förekommer på snåriga sluttningar, i flodnära buskage samt i chaparral, framför allt med inslag av Adenostoma fasciculatum. Födan består huvudsakligen av frön, men också insekter, spindlar, sniglar och tusenfotingar. Fågeln häckar från mitten av mars till slutet av juni och lägger två kullar. Paret håller ihop och hävdar revir året runt.

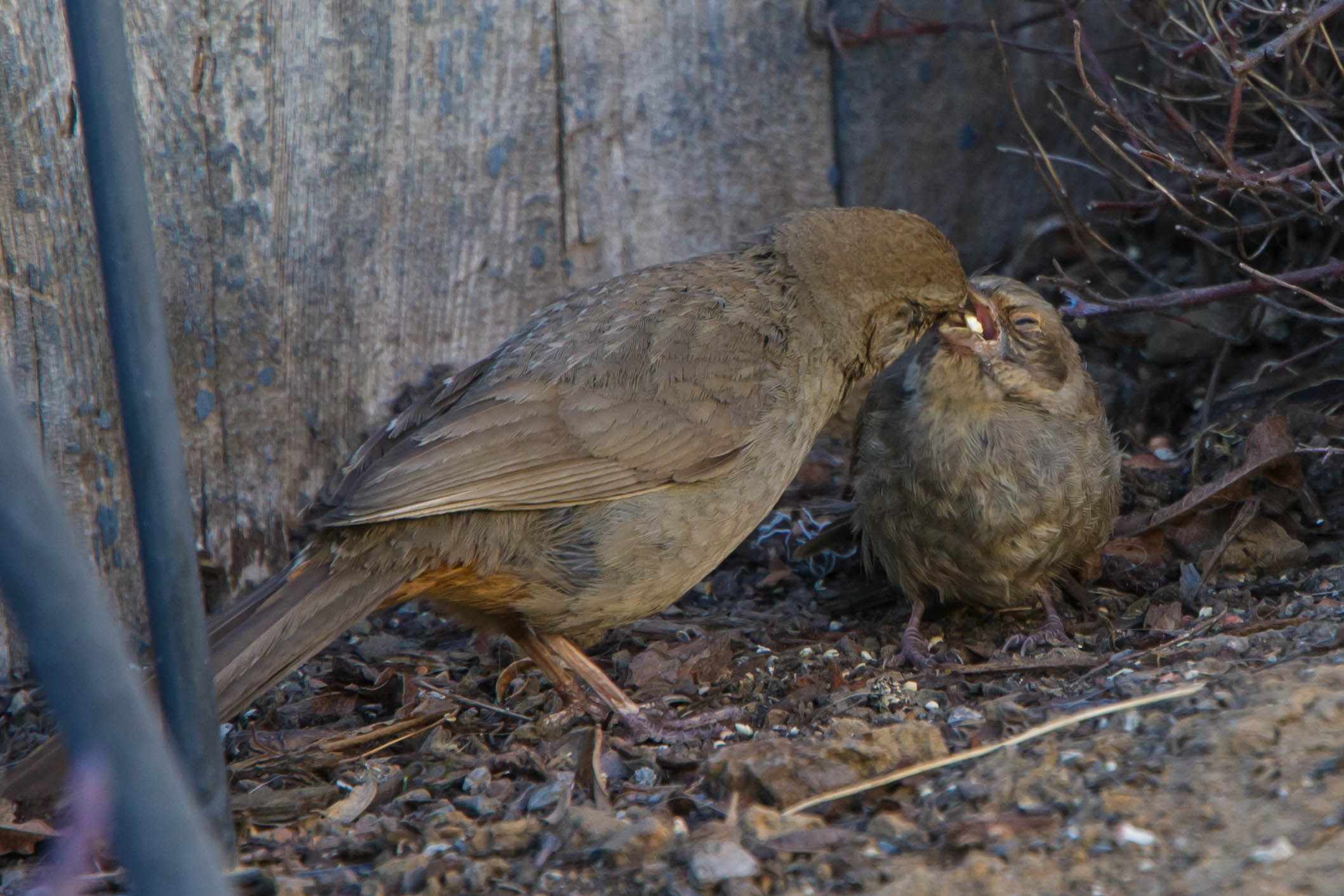
Adult som matar unge.

## Status och hot
Arten har ett stort utbredningsområde och en stor population, men tros minska i antal, dock inte tillräckligt kraftigt för att den ska betraktas som hotad. Internationella naturvårdsunionen IUCN kategoriserar därför arten som livskraftig (LC). Beståndet uppskattas till 7,5 miljoner vuxna individer.